# Поду Корбулуј (Прахова)
Поду Корбулуј (рум. Podu Corbului) насеље је у Румунији у округу Прахова у општини Бреаза. Oпштина се налази на надморској висини од 600 m.

## Становништво
Према подацима из 2002. године у насељу је живело 289 становника, од којих су сви румунске националности.